# Egon Scheiwiller
Egon Theodor Scheiwiller (* 11. Februar 1937 in Waldkirch SG; † 4. September 2023 in Zürich) war ein Schweizer Radrennfahrer und nationaler Meister im Radsport.

## Sportliche Laufbahn
Scheiwiller war Bahnradsportler und als Amateur Mitglied der Schweizer Nationalmannschaft. Er war Teilnehmer der Olympischen Sommerspiele 1960 in Rom.
In der Mannschaftsverfolgung schied der Schweizer Bahnvierer mit Walter Signer, Werner Weckert, Heinz Heinemann und Egon Scheiwiller in der Qualifikation gegen Frankreich aus.
Scheiwiller startete für den Verein RV Höngg. Er war auch im Strassenradsport aktiv. 1957 gewannen Egon Scheiwiller, Bruno Diethelm, Kurt Gimmi und Rolf Bachmann die Schweizer Meisterschaft im Mannschaftszeitfahren. 1958 verteidigte er mit seiner Mannschaft (Roman Brunner, Erwin Jaisli, Egon Scheiwiller, Bruno Diethelm) den Titel.
Egon Scheiwiller starb am 4. September 2023 in Zürich.